# Ole Christian Eidhammer
Ole Christian Eidhammer (n. 15 aprilie 1965, Comuna Molde, Provincie a Norvegiei (fylke), Norvegia) este un săritor cu schiurile ce a reprezentat Norvegia, medaliat olimpic. A participat la 2 ediții ale Jocurilor Olimpice (1984, 1988) în care a câștigat o medalie de bronz.